# Batalla de Mingolsheim
La batalla de Mingolsheim o de Wiesloch se libró el 27 de abril de 1622 entre el ejército de la Liga Católica a las órdenes personales de Johann Tserclaes (conde de Tilly) y las fuerzas del conde Federico V del Palatinado al mando del conde Ernesto de Mansfeld en el marco de la primera fase de la guerra de los Treinta Años. El campo de batalla se encuentra en el Ohrenberg, una colina al sur de Mingolsheim (cerca de Wiesloch). Terminó con victoria de las tropas del palatinado.

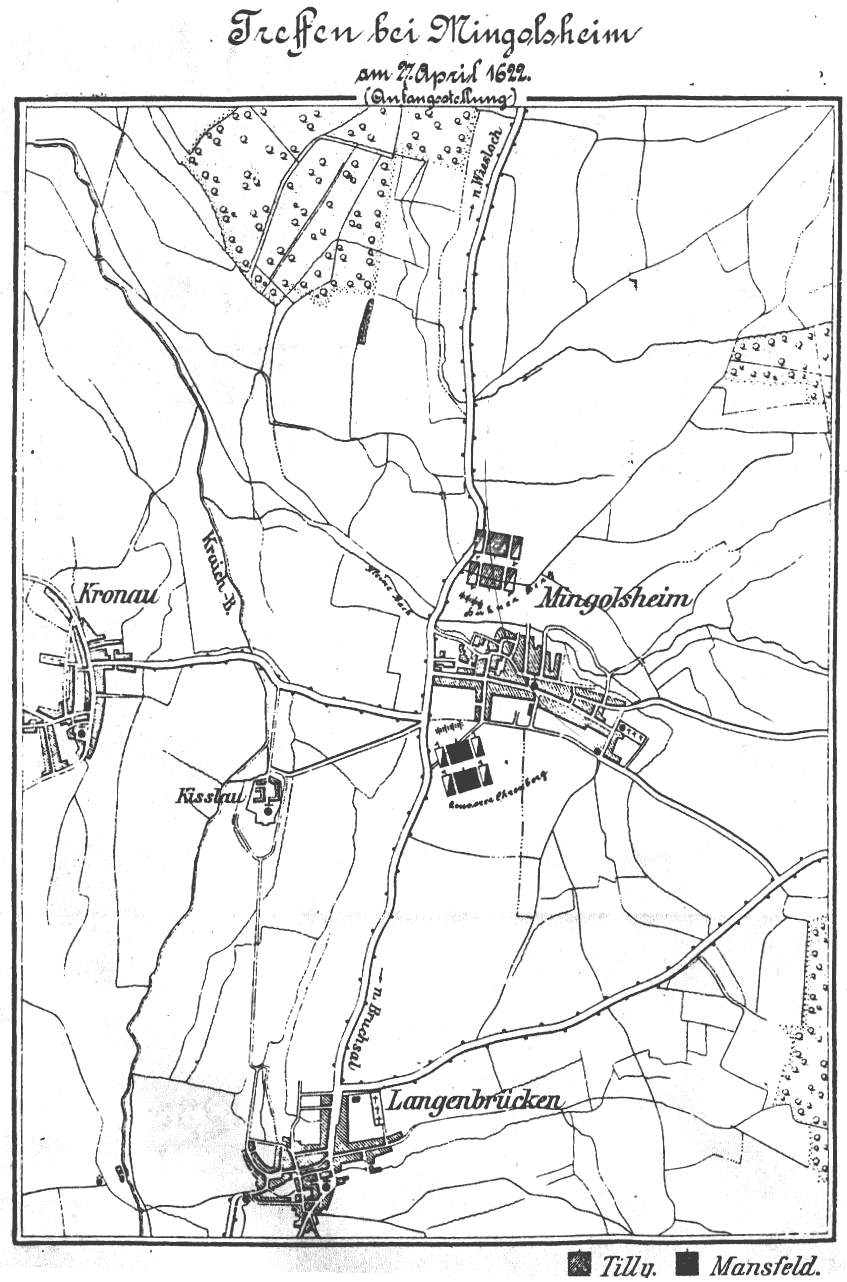
Orden de batalla el 27 de abril de 1622, Tilly al norte, Mansfeld al sur

## Antecedentes
El conde de Tilly había entrado en el Palatinado Electoral e intentaba rodear a Heidelberg por el sur. Para ello concentró a sus 12 000 hombres en Wiesloch y abandonó el asedio de la fortaleza de Dilsberg (Neckargemünd).
El conde de Mansfeld, que disponía de 16 000 soldados a pie y 6000 jinetes, había cruzado el 23 de abril de 1622 el río Rin a la altura de Germersheim y avanzaba hacia Bruchsal para unirse con el ejército del margrave Jorge Federico I de Baden-Durlach, cuyo "Regimiento Blanco" de 20 000 hombres vino a su encuentro desde Staffort.

## La batalla
El 26 de abril Mansfeld intentó en vano que Tilly saliese de su buena posición en Wiesloch, y este le atacó al día siguiente en Mingolsheim, que Mansfeld había mandado incendiar para obstaculizar su avance. Más allá del pueblo las tropas de la Liga Católica se toparon en la ladera del Ohrenberg con el enemigo desplegado para el combate, que les contraatacó inesperadamente haciéndoles retroceder al pueblo.
El ejército de la Liga sufrió numerosas pérdidas (según se dice más de 2000) y el propio Tilly resultó herido. Las fuerzas de Mansfeld tuvieron 300 bajas entre muertos y heridos.
Mansfeld desistió de perseguir al enemigo y se dirigió a Bruchsal para reunirse con las tropas de Baden-Durlach, pero volvieron a separarse cuatro días más tarde. Tilly pudo retirarse a Wimpfen sin ser molestado, donde derrotaría, con los refuerzos aportados a tiempo por el general español Gonzalo Fernández de Córdoba y Cardona, a Mansfeld —que se había separado del Margrave de Baden-Durlach— el 6 de mayo en la batalla de Wimpfen.
- Datos: Q835585
- Multimedia: Battle of Mingolsheim / Q835585